# Rumeurs (film, 1947)
Pour les articles homonymes, voir Rumeurs (homonymie).
Pour plus de détails, voir Fiche technique et Distribution.
Rumeurs est un film français réalisé par Jacques Daroy et sorti en 1947.

## Synopsis
Après l’assassinat d’une fille de mœurs légères dans une ville de Provence, la « rumeur » accuse rapidement le garagiste Jean, sa compagne actuelle n’étant pas non plus de mœurs exemplaires. Toutefois, aucune preuve ne vient étayer cette accusation. Jean, porté sur l'alcool et obsédé par la rumeur qui va en s’amplifiant au fil des jours, en vient à envisager d’assassiner sa compagne pour que la population puisse enfin exulter…

## Fiche technique
- Titre original : Rumeurs
- Réalisation : Jacques Daroy
- Scénario : Simon Gantillon
- Dialogues : Simon Gantillon
- Décors : Claude Bouxin
- Photographie : Maurice Barry
- Musique : Jacques Dupont -  op. 58
- Son : Robert Biard
- Montage : Madeleine Bagiau
- Pays d’origine :  France
- Langue : français
- Producteur : Paul Claudon
- Directeur de production : Robert Florat
- Société de production : CAPAC (Compagnie Artistique de Productions et d'Adaptations Cinématographiques), Cosmorama
- Société de distribution : Famous Pictures
- Format : noir et blanc — 35 mm — 1.37:1 — son monophonique
- Genre : drame
- Durée : 90 minutes
- Dates de sortie : 
  - France : 26 mars 1947
  - États-Unis : 18 mars 1949

## Distribution
- Jacques Dumesnil : Jean, un brave garagiste, mais porté sur la bouteille et sur les filles, accusé du meurtre d'une femme aux mœurs légères
- Jany Holt : Aline, sa compagne, une fille de rien au grand cœur
- Roger Karl : le patron
- Pierre Palau : le coiffeur
- Annette Poivre : la serveuse
- Henri Arius : le maire
- Fransined : le garçon de café
- Lucien Callamand : Dufour
- Pierre Clarel : le braconnier
- Jérôme Goulven : François
- Serge Grave : le mécano
- Annie Hémery : Marthe
- Georges Hubert : le garagiste
- Janine Viénot : Rose
- Auguste Mouriès
- Marcel Perchik
- Madeleine Vernon
- Biscarra